# Болховец (станция)
Болховец — железнодорожная станция железной дороги Белгород-Харьков, входящей в состав Юго-восточной железной дороги.

## История создания

### Принятие решения о создании железнодорожной станции Болховец
Ходатайство о создании железнодорожной станции при селе Болховец на линии Белгород-Сумской железной дороги было возбуждено на экстренном заседании Белгородского уездного земского собрания 30 мая 1900 г. 

27 июня 1900 г. соответствующие отношение за № 2377. с просьбой поддержать соответствующие решение было направлено в Курское губернское земское собрание.

30 июня 1900 г. Курская земская управа за № 1032/15389 запросила сведения о объемах ввоза вывоза груза с предполагаемой станции.

5 июля 1900 г. земский гласный и инициатор запроса Кузьмин, Василий Васильевич прислал подробную записку по данному вопросу полученную им в Болховецком уездном управлении.

### Записка Болховецкого уездного управления о создании железнодорожной станции Болховец.
В записке Болховецкого уездного управления указывалось, что экспорту с окружающей территории подлежит:
1. 632 000 пуд зерна.
2. Большая часть местных овощей выращиваемых вдоль рек Везелка и Болховой, экспортируемых главным образом на юг.
3. Меловые заводы расположенные около села Болховца ежегодно вырабатывают мела и извести 1518750 пудов и привозят для своей надобности 228 750 пудов угля.
4. Каменоломня отправляет ежегодно около 300 вагонов грузов.

Уездное управление также указывало на то, что со строительством железнодорожной станции добыча полезных ископаемых возрастет, а в округе можно будет наладить выращивание сахарной свеклы, как это уже имеет место у села Томаровки.

## Наводнение 1959 г.
Летом 1959 года после сильного ливня гребли в балках верховий Гостянки были сорваны, по руслу прошла стена воды выше метра, попутно снося встречающиеся плотины.
Павильон станции Болховец был затоплен и простоял в воде несколько месяцев.
След уровня воды на кирпичной кладке станции хорошо заметен до сих пор.